# 米克斯劍尾魚
米克斯劍尾魚，為輻鰭魚綱鯉齒目鯉齒亞目花鳉科的其中一種，分布於中美洲墨西哥的淡水流域，體長可達3.9公分，屬肉食性，生活習性不明。

## 擴展閱讀
維基物種上的相關：米克斯劍尾魚